# 方丹拉加亚尔德
方丹拉加亚尔德（法語：Fontaine-la-Gaillarde，法語發音：[fɔ̃tɛn la ɡajaʁd]）是法国勃艮第-弗朗什-孔泰大区约讷省的一个市镇，属于桑斯区。

## 地理
方丹拉加亚尔德（48°13'10"N, 3°22'48"E）面积10.61 平方千米，位于法国勃艮第-弗朗什-孔泰大區约讷省，该省份为法国中北部内陆省份，西接卢瓦雷省，西北接塞纳-马恩省，南至涅夫勒省，东临科多尔省，东北与奥布省接壤。
与方丹拉加亚尔德接壤的市镇（或旧市镇、城区）包括：瓦西讷、瓦讷河桥村、维利耶路易、莱克莱里穆瓦、萨利尼。
方丹拉加亚尔德的时区为UTC+01:00、UTC+02:00（夏令时）。

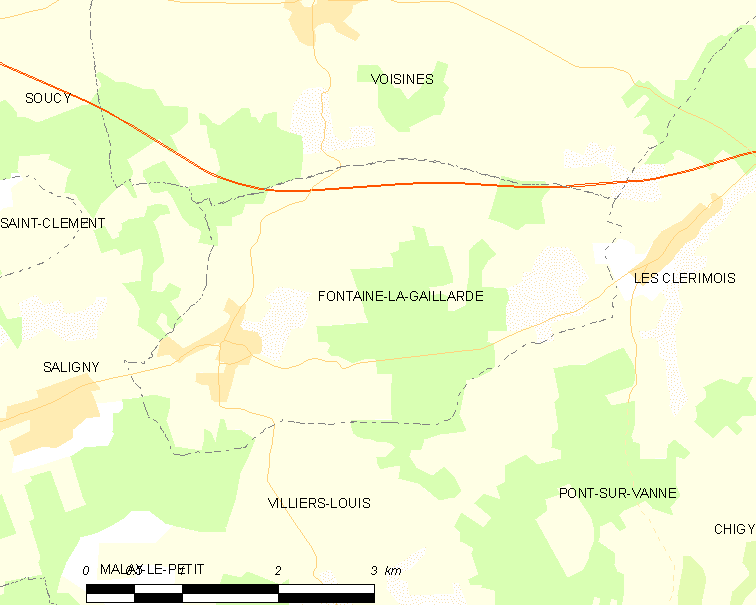
方丹拉加亚尔德的OSM定位图

## 行政
方丹拉加亚尔德的邮政编码为89100，INSEE市镇编码为89172。

## 政治
方丹拉加亚尔德所属的省级选区为阿尔芒松河畔布列农县。

## 人口

1962-2008年间方丹拉加亚尔德人口变化图示

方丹拉加亚尔德于2022年1月1日时的人口数量为518人。